# 塞爾比修道院
53°47′04″N 1°04′05″W / 53.78444°N 1.06806°W

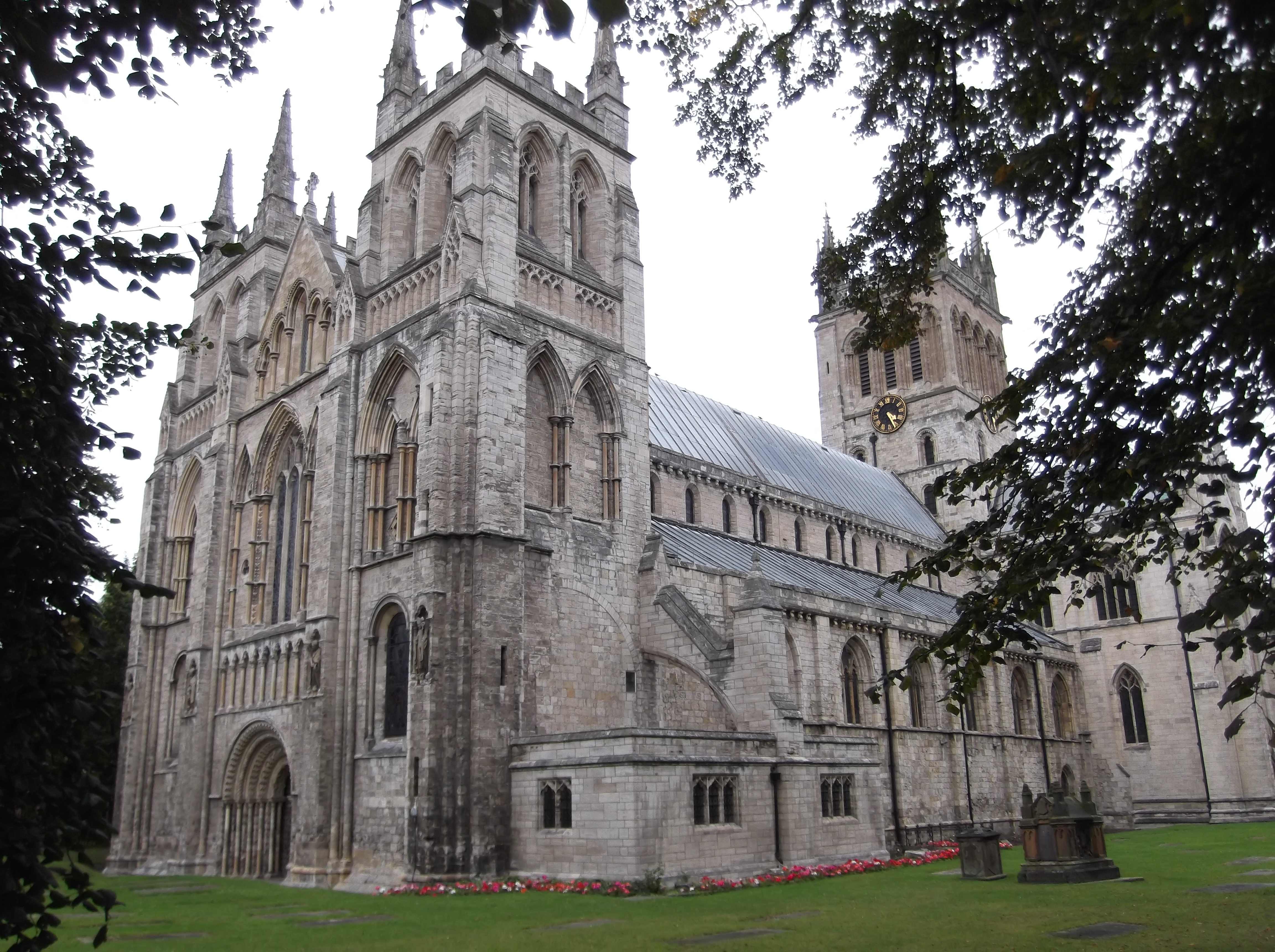
從西南方的視角看修道院

塞爾比修道院（英語：Selby Abbey）是英格蘭北約克郡塞爾比的一座英格蘭教會牧區教堂，由約克教區管轄。教堂獻給童貞女聖馬利亞和巴黎的聖日耳曼。
此修道院始建於1069年。1256年5月31日教宗歷山四世向院長賜主教冠。1539年院長向英王亨利八世交出修道院。現為牧區教堂。

## 逸事
2015年臺灣歌手周杰倫和模特兒昆凌在此教堂內舉行婚禮。